# US Romana
US Romana – włoski klub piłkarski, mający swoją siedzibę w stolicy kraju - Rzymie.

## Historia
Chronologia nazw:
- 1917: US Romana
- 1924: klub rozwiązano - po fuzji z Pro Roma

Piłkarski klub US Romana został założony w Rzymie 12 października 1917 roku. Po przerwie związanej z I wojną światową w 1919 reaktywował swoją działalność. W sezonie 1919/20 debiutował w Prima Categoria, gdzie zajął piąte miejsce w Sezione laziale. W następnym sezonie spadł o jedną pozycję i był szóstym w Sezione laziale. W 1921 powstał drugi związek piłkarski C.C.I., w związku z czym mistrzostwa prowadzone osobno dla dwóch federacji. W sezonie 1921/22 startował w Prima Divisione Lega Sud (pod patronatem C.C.I.), zajmując 5.miejsce w grupie Laziale. W 1922 po kompromisie Colombo mistrzostwa obu federacji zostały połączone, w związku z czym klub został zakwalifikowany do Prima Divisione. W sezonie 1922/23 był czwartym w grupie laziale. W następnym sezonie ponownie był piątym. W 1924 klub dołączył do Pro Roma. Klub przyjął nazwę US Pro Roma i kontynuował tradycję Pro Romy. Klub zaprzestał działalność. Niektórzy członkowie nie zgodziły się z taką decyzją i postanowili odrodzić klub poprzez zakup w 1926 roku drugoligowego klubu Carlo Oriani.

## Sukcesy

### Trofea międzynarodowe
Nie uczestniczył w rozgrywkach europejskich (stan na 31-12-2016).

### Trofea krajowe
| \| \| Zdobyte trofea w rozgrywkach Włoch (stan na: 31-05-2017) \| |                                                          |      |                         |
| Rozgrywki                                                         | Osiągnięcie                                              | Razy | Sezon(y)                |
| · Mistrzostwo                                                     | I miejsce                                                | 0    |                         |
| · Mistrzostwo                                                     | II miejsce                                               | 0    |                         |
| · Mistrzostwo                                                     | III miejsce                                              | 0    |                         |
| · Mistrzostwo                                                     | 4.miejsce                                                | 1    | 1922/23 (grupa laziale) |
| · Puchar                                                          | zdobywca                                                 | 0    |                         |
| · Puchar                                                          | finalista                                                | 0    |                         |
| II liga                                                           | I miejsce                                                | 0    |                         |
| II liga                                                           | II miejsce                                               | 0    |                         |
| II liga                                                           | III miejsce                                              | 0    |                         |
| Włochy                                                            | Zdobyte trofea w rozgrywkach Włoch (stan na: 31-05-2017) |      |                         |

## Stadion
Klub rozgrywał swoje mecze domowe na boisku sportowym Campo dell'Olmo w Rzymie.